# 七河灯心草
七河灯心草（学名：Juncus heptopotamicus）是灯心草科灯心草属的植物。分布于乌兹别克斯坦、吉尔吉斯斯坦、土库曼斯坦、俄罗斯以及中国大陆的新疆等地，生长于海拔2,400米至3,100米的地区，一般生长在草地。

## 变种
伊宁灯心草（学名：Juncus heptopotamicus var. yiningensis）为灯心草科灯心草属七河灯心草的变种。分布于中国大陆的新疆、青海等地，生长于海拔460米至1,100米的地区，一般生于沼泽地、河边沙质草地或田间水边。